# Настюков, Михаил Петрович
Михаи́л Петро́вич Настюко́в — российский фотограф XIX века, почётный гражданин, московский цеховой мастер живописного цеха. Известен своими видовыми фотографиями Волги, серией снимков московского наводнения 1879 года и портретными работами. С 1868 года пользовался покровительством наследника цесаревича Александра Александровича. В его мастерской обучались будущие знаменитые фотографы А. О. Карелин и М. П. Дмитриев.

## Биография
Сведения о ранних годах жизни Михаила Петровича Настюкова скудны. Известно, что он проходил обучение в Императорской Санкт-Петербургской академии художеств.
Фотографией Настюков начал заниматься с 1858 года. В 1860 году он основал своё первое фотографическое заведение в Нижнем Новгороде. В Москве его фотография была открыта с 1862 года. Информация об этом содержится в списке лиц, получивших свидетельства на содержание фотографий в июне 1866 года по распоряжению московского генерал-губернатора; Настюков числился как московский цеховой мастер живописного цеха, уже имевший действующее заведение. К середине 1860-х годов он также владел филиалом в Костроме.
Во время Нижегородской ярмарки 1863 года Настюков устроил фотопавильон («фотобалаган»), который посетил прибывший в город цесаревич Александр Александрович. Вероятно, это событие способствовало дальнейшему успеху фотографа: вскоре он открыл стационарный салон в Нижнем Новгороде на Большой Покровской улице в доме Голикова, где работал до 1877 года. С 1869 года он регулярно работал в Нижнем Новгороде в летние месяцы, как на ярмарке («на ярмарке в фотографической линии»), так и в салоне на Большой Покровской.
К 1868 году Настюков получил официальное покровительство наследника престола, цесаревича Александра Александровича. В 1869 году он сопровождал будущего императора в его путешествии по России, что подчёркивало высокий статус фотографа. Он именовался «Фотографом Его Императорского Высочества Государя Наследника Цесаревича».
В качестве подмастерьев у Настюкова начинали свой путь будущие выдающиеся фотографы Андрей Осипович Карелин и Максим Петрович Дмитриев, который впоследствии стал известным летописцем жизни Поволжья.
В апреле 1879 года Настюков запечатлел крупное наводнение в Москве. Именной альбом с этими уникальными снимками был преподнесён московскому генерал-губернатору князю В. А. Долгорукову и ныне хранится в Отделе ИЗО Российской государственной библиотеки.
Известен случай, когда Настюков использовал своё влияние для помощи ученику. 24 февраля 1881 года он обратился к генерал-губернатору Долгорукову с прошением разрешить проживание в Москве (за чертой оседлости) своему помощнику, витебскому мещанину иудейского вероисповедания Исаю Соломоновичу Серебрину, который «встречал препятствие со стороны полиции». Настюков характеризовал Серебрина как человека, заслуживающего внимания «как по знанию фотографического искусства, так и по примерному поведению». Прошение было удовлетворено, и Серебрин смог продолжить обучение.
Настюков участвовал в Московской фотографической выставке 1882 года, представив три портрета. Однако, по отзыву критика В. И. Срезневского, выступление было неудачным, так как фотограф не показал свои лучшие работы — видовые и пейзажные снимки, которыми он был известен. Срезневский предположил, что причиной тому могла быть «тяжелая болезнь в семье г-на Настюкова». Действительно, 16 мая 1882 года скончалась его супруга Анна Фёдоровна Настюкова, о чём фотограф сообщил в некрологе. Похороны состоялись на Ваганьковском кладбище Москвы. Известно, что в семье было несколько детей.
Последнее известное публичное сообщение о работе ателье Настюкова появилось в августе 1883 года — это было объявление о закрытии фотографии 30 августа по случаю Тезоименитства Императора Александра III. По воспоминаниям художника А. П. Боголюбова, Настюков впоследствии продал свою фирму. Предположительно, около 1883 года он завершил свою профессиональную деятельность.

## Творчество
Михаил Настюков оставил заметное наследие как в портретной, так и в видовой фотографии.

### Основные фотографические серии и альбомы

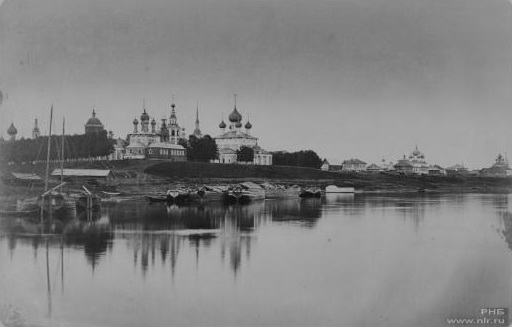
Углич. Из альбома «Виды местностей по реке Волге от Твери до Казани», 1867 г.

- «Виды местностей по реке Волге от Твери до Казани» (1866—1867) — один из ранних и значимых памятников русской видовой фотографии[3][2]. Альбом включает снимки Твери, Калязина, Углича, Рыбинска, Ярославля, Костромы, Нижнего Новгорода, Казани и других волжских городов и монастырей.
- «Альбом фотографических видов памятников древнерусского искусства» (1873) — выполнен по заказу Императорской Академии художеств[3][2].
- Серия снимков московского наводнения (апрель 1879) — документальные фотографии затопленных улиц Москвы. Именной альбом был преподнесён генерал-губернатору В. А. Долгорукову[5].
- «Группа волостных старшин, участвовавших в торжествах священного коронования Их Императорских Величеств в Москве в мае 1883 года» (1883) — альбом портретов. Фотографии из этого альбома использовал художник Илья Репин при работе над картиной Приём волостных старшин Александром III во дворе Петровского дворца в Москве[6].

## Награды
- 1870 год — Серебряная медаль Всероссийской мануфактурной выставки «за отчётливо выполненные виды разных местностей России»[3][2]. Настюков упоминал об этой награде в рекламных текстах на оборотах своих фотографических бланков[2].

## Адреса фотоателье М. П. Настюкова
- Нижний Новгород:

```
   *   с 1860 года — первое фотоателье
[
2
]
.
   *   с 1863 года (сезонно) — павильон на 
Нижегородской ярмарке
 («в фотографической линии»)
[
2
]
.
   *   
ок. 1863—1877 годов
 — салон на 
Большой Покровской улице
, в доме Голикова
[
3
]
[
1
]
[
2
]
. (Активно работал здесь в летние месяцы с 1869 года)
[
1
]
[
2
]
.
```

- Кострома:

```
   *   середина 1860-х годов — филиал
[
2
]
.
```

- Москва:

```
   *   с 1862 года — Сретенская часть, 5-й квартал, дом Михайловых
[
7
]
[
2
]
.
   *   
ок. 1869/1870 года
 — Сретенская часть, дом Позднякова
[
1
]
[
2
]
.
   *   с 
15 декабря 1875 года
 — Сретенская часть, 4-й квартал, дом Белова. (Получил свидетельство № 964)
[
8
]
[
2
]
. 
(После него помещение в доме Познякова заняла 
А. С. Бланк
; в доме Белова — Л. И. Эггерт)
[
2
]
.
   *   с 
3 января 1878 года
 — Мясницкая часть, 3-й квартал, дом Художественно-промышленного музея при 
Строгановском училище
 (у 
Мясницких ворот
). (Получил свидетельство № 1259 на перевод ателье)
[
9
]
. 
(Современный адрес примерно: 
Мясницкая улица
, д. 24, стр. 2; здесь же находилась квартира фотографа)
[
2
]
.
```

- ок. 1883 года — предполагаемое завершение профессиональной деятельности[1][2].